# Круглое (Данковский район)
Кру́глое — село Тепловского сельсовета Данковского района Липецкой области.

## Географическое положение
Село расположено в 4 км на юг от центра поселения села Тёплое и в 21 км на юго-запад от райцентра города Данков.

## История
Сельцо Круглое относилось к владениям дворянского рода Хомяковых. Известный потомок славянофил Алексей Михайлович Хомяков решил построить при начале Севастопольской кампании построить в нём храм в честь победы в Отечественной войне 1812 г. В 1853 г. было подано прощение от лица помещицы с. Богучарово Тульской губернии поручицы Марии Алексеевны Хомяковой на имя архиепископа Рязанского и Зарайского Гавриила. В 1854 г. был представлен проект храма, выполненный известным русским архитектором, сыном тульского помещика Александром Алексеевичем Авдеевым (1819-1885). 25 ноября 1854 г. было дано разрешение на строительство храма. Закладка храма состоялась в октябре 1857 г. В том же году скончалась Мария Алекссевна Хомякова, а в 1860 г. в Спешнево-Иваново умер и сам Алексей Степанович Хомяков, после чего строительство храма застопорилось.
19 августа 1879 г. алтарь завершенного храма был освящен Преосвященным Палладием. По сведениям 1884 г. в приходе храма состояло 764 души. Поскольку значительный по объему Христорождественский храм отапливать было дорого, в конце XIX в. священник Андрей Перехвальский предложил устроить при церкви тёплый часовенный дом. Закладка церкви-школы состоялась 12 мая 1899 г., а освящена - в 1901 г. Открытие школы состоялось после праздника Покрова, в честь которого и была названа школа-храм. В 1914 г. в приходе насчитывалось 232 двора, в них 691 мужчина и 697 женщин.
После изменения власти, в 1930 г. службы в храме прекратились. В 1934 г. храм был закрыт и его превратили в зернохранилище совхоза "Воскресенский".
XIX — начале XX века село входило в состав Тепловской волости Данковского уезда Рязанской губернии. В 1906 году в селе было 79 дворов.
С 1928 года село входило в состав Тепловского сельсовета Данковского района Козловского округа Центрально-Чернозёмной области, с 1934 года — в составе Воскресенского района, с 1954 года — в составе Липецкой области, с 1963 года — вновь в составе Данковского района.

## Население
| 1859 | 1906 | 2010 |
| ---- | ---- | ---- |
| 411  | ↗523 | ↘51  |

## Достопримечательности
В селе расположена недействующая Церковь Рождества Христова (1879).